# El amor brujo (película de 1949)
El amor brujo es una película española de drama musical estrenada en 1949, dirigida por Antonio Román y protagonizada en los papeles principales por Ana Esmeralda, Manolo Vargas, Miguel Albaicín y Elena Barrios.
Se trata de la primera versión cinematográfica del célebre ballet homónimo de Manuel de Falla, a las que siguieron las dirigidas por Francisco Rovira Beleta en 1967 y la de Carlos Saura en 1986.

## Sinopsis
Candelas, mujer de Luis Heredia, jefe de una tribu gitana se siente atraída por un bailarín internacional llamado Carmelo, que ha regresado al barrio granadino del Sacromonte. El matrimonio adopta a Lucía, una gitana rubia muy parecida a una de su tribu, La Faraona, desaparecida misteriosamente, al ser raptada de niña.

## Reparto
- Ana Esmeralda como Candelas
- Manolo Vargas como Carmelo
- Miguel Albaicín como El Espectro
- Elena Barrios
- Pastora Imperio como Hechicera
- Manuel Dicenta
- Arturo Marín
- Casimiro Hurtado
- Manuel Aguilera
- Alfonso de Córdoba
- Emilia Escudero
- Miguel de los Reyes
- Jimo Yojara
- Mercedes Romero